# Sophiatown
Sophiatown es un suburbio de Johannesburgo, Sudáfrica. Está localizada en la división administrativa del área metropolitana llamada Región B.

## Historia
Este suburbio fue destruido y reconstruido con el nuevo nombre de Triomf (triunfo), luego de que la mayoría de sus habitantes fueran forzosamente reubicados en Soweto, como consecuencia de la Ley de Reubicación de Nativos No 19 de 1954 del gobierno del apartheid.
El antiguo nombre de Sophiatown fue oficialmente restaurado en el año 2006.